# Italiaanse hockeyploeg (mannen)
De Italiaanse hockeyploeg voor mannen is de nationale ploeg die Italië vertegenwoordigt tijdens interlands in het hockey.

## Erelijst Italiaanse hockeyploeg
| Jaar | Champions Trophy | Europees kampioenschap | Olympische Spelen   | Wereldkampioenschap      | Hockey World League Hockey Pro League |
| ---- | ---------------- | ---------------------- | ------------------- | ------------------------ | ------------------------------------- |
| 1908 |                  |                        | geen deelname       |                          |                                       |
| 1920 |                  |                        | geen deelname       |                          |                                       |
| 1928 |                  |                        | geen deelname       |                          |                                       |
| 1932 |                  |                        | geen deelname       |                          |                                       |
| 1936 |                  |                        | geen deelname       |                          |                                       |
| 1948 |                  |                        | geen deelname       |                          |                                       |
| 1952 |                  |                        | 9e OS 1952 Helsinki |                          |                                       |
| 1956 |                  |                        | geen deelname       |                          |                                       |
| 1960 |                  |                        | 13e OS 1960 Rome    |                          |                                       |
| 1964 |                  |                        | geen deelname       |                          |                                       |
| 1968 |                  |                        | geen deelname       |                          |                                       |
| 1970 |                  | 13e EK 1970 Brussel    |                     |                          |                                       |
| 1971 |                  |                        |                     | geen deelname            |                                       |
| 1972 |                  |                        | geen deelname       |                          |                                       |
| 1973 |                  |                        |                     | geen deelname            |                                       |
| 1974 |                  | geen deelname          |                     |                          |                                       |
| 1975 |                  |                        |                     | geen deelname            |                                       |
| 1976 |                  |                        | geen deelname       |                          |                                       |
| 1978 | geen deelname    | geen deelname          |                     | 13e WK 1978 Buenos Aires |                                       |
| 1980 | geen deelname    |                        | geen deelname       |                          |                                       |
| 1981 | geen deelname    |                        |                     |                          |                                       |
| 1982 | geen deelname    |                        |                     | geen deelname            |                                       |
| 1983 | geen deelname    | geen deelname          |                     |                          |                                       |
| 1984 | geen deelname    |                        | geen deelname       |                          |                                       |
| 1985 | geen deelname    |                        |                     |                          |                                       |
| 1986 | geen deelname    |                        |                     | geen deelname            |                                       |
| 1987 | geen deelname    | 9e EK 1987 Moskou      |                     |                          |                                       |
| 1988 | geen deelname    |                        | geen deelname       |                          |                                       |
| 1989 | geen deelname    |                        |                     |                          |                                       |
| 1990 | geen deelname    |                        |                     | geen deelname            |                                       |
| 1991 | geen deelname    | 12e EK 1991 Parijs     |                     |                          |                                       |
| 1992 | geen deelname    |                        | geen deelname       |                          |                                       |
| 1993 | geen deelname    |                        |                     |                          |                                       |
| 1994 | geen deelname    |                        |                     | geen deelname            |                                       |
| 1995 | geen deelname    | geen deelname          |                     |                          |                                       |
| 1996 | geen deelname    |                        | geen deelname       |                          |                                       |
| 1997 | geen deelname    |                        |                     |                          |                                       |
| 1998 | geen deelname    |                        |                     | geen deelname            |                                       |
| 1999 | geen deelname    | 12e EK 1999 Padua      |                     |                          |                                       |
| 2000 | geen deelname    |                        | geen deelname       |                          |                                       |
| 2001 | geen deelname    |                        |                     |                          |                                       |
| 2002 | geen deelname    |                        |                     | geen deelname            |                                       |
| 2003 | geen deelname    | 10e EK 2003 Barcelona  |                     |                          |                                       |
| 2004 | geen deelname    |                        | geen deelname       |                          |                                       |
| 2005 | geen deelname    | geen deelname          |                     |                          |                                       |
| 2006 | geen deelname    |                        |                     | geen deelname            |                                       |
| 2007 | geen deelname    | geen deelname          |                     |                          |                                       |
| 2008 | geen deelname    |                        | geen deelname       |                          |                                       |
| 2009 | geen deelname    | geen deelname          |                     |                          |                                       |
| 2010 | geen deelname    |                        |                     | geen deelname            |                                       |
| 2011 | geen deelname    | geen deelname          |                     |                          |                                       |
| 2012 | geen deelname    |                        | geen deelname       |                          |                                       |
| 2013 |                  | geen deelname          |                     |                          | eerste ronde HWL 2012-13              |
| 2014 | geen deelname    |                        |                     | geen deelname            |                                       |
| 2015 |                  | geen deelname          |                     |                          | 29e HWL 2014-15                       |
| 2016 | geen deelname    |                        | geen deelname       |                          |                                       |
| 2017 |                  | geen deelname          |                     |                          | 31e HWL 2016-17                       |
| 2018 | geen deelname    |                        |                     | geen deelname            |                                       |
| 2019 |                  | geen deelname          |                     |                          | geen deelname                         |
| 2021 |                  | geen deelname          | geen deelname       |                          | geen deelname                         |
| 2022 |                  |                        |                     |                          | geen deelname                         |
| 2023 |                  | geen deelname          |                     | geen deelname            | geen deelname                         |
| 2024 |                  |                        | geen deelname       |                          | geen deelname                         |